# 邢貴妃
邢貴妃（11世纪—1103年），宋神宗的妃嬪，宋哲宗时尊封为贵妃。

## 生平
初为御侍，熙宁二年（1069年）四月，被封永嘉郡君，四年（1071年）六月进美人（正四品），七年（1074年）七月进充容（正二品嫔之一），十年（1077年）二月进封婉仪（从一品嫔之一）。邢氏为宋神宗连生四男，即赠惠王趙僅（1071年）、赠冀王趙僩（1074年）、赠豫王趙價（1077年）、赠徐王赵倜（1078年）。但四名儿子皆早夭。
宋神宗死后，元祐元年（1085年）十二月，继任皇帝宋哲宗尊封她为贤妃，八年四月进淑妃，元符三年（1100年）正月进贵妃。崇宁三年十月，邢贵妃薨，谥曰懿穆。